# Gilles Leroy
Gilles Leroy (Bagneux (Hauts-de-Seine), 28 december 1958) is een Franse schrijver. In 2007 ontving hij de Prix Goncourt voor zijn roman Alabama Song.

## Levensloop
Leroy volgde middelbaar onderwijs aan Collège Henri-Barbusse in Bagneux en het Lycée Lakanal in Sceaux (Hauts-de-Seine). In 1977 verliet hij het ouderlijk huis om te gaan studeren. Hij behaalde een bachelor letteren en kunst. In 1979 voltooide hij zijn masterscriptie moderne letterkunde over de Belgisch-Franse schrijver en schilder Henri Michaux.
Daarna was hij werkzaam als freelance journalist. Hij schreef over architectuur en industriële vormgeving en publiceerde interviews met kunstenaars, ontwerpers en musici. Hij maakte reizen naar de Verenigde Staten en Japan en bestudeerde de Amerikaanse en Japanse literatuur.
In 1987 verscheen zijn eerste roman Habibi.
Hij stopte met zijn journalistieke werkzaamheden in 1991 om zich fulltime aan het schrijven te wijden. In 1995 verhuisde hij van Parijs naar het platteland, naar een gehucht in de regio Perche (Normandie).
Leroy werd in 2005 benoemd tot Chevalier des Arts et des Lettres.
Op 20 maart 2009 publiceerde hij een oproep aan de paus. Leroy beschuldigde Benedictus XVI ervan de aids epidemie te verergeren door zijn afkeuring van het gebruik van condooms en drong er bij de paus op aan om zijn opmerkingen over het gebruik van condooms in te trekken. De petitie werd ondersteund door wetenschappers en werd door veel mensen over de gehele wereld ondertekend.
In 2013 nam Leroy plaats in het comité dat ijverde voor de oprichting van een algemene middelbare school in Bagneux. Hij schreef een pleidooi dat onder andere ondersteund werd door de schrijvers
Marie Ndiaye, Jean-Marie Gustave Le Clézio en Daniel Pennac.
In 2016 verscheen Le chateau solitude, een autobiografisch essay.
Het oeuvre van Leroy omvat 15 romans, een verzameling korte verhalen, twee toneelstukken en een autobiografisch essay. Alleen de delen van het Americana drieluik zijn in het Nederlands vertaald.

#### De Amerikaanse romans
In 2007 publiceerde Leroy zijn twaalfde roman: Alabama Song, over het leven van Zelda Fitzgerald Sayre (1900-1948) de vrouw van de Amerikaanse schrijver F. Scott Fitzgerald. Leroy laat Zelda zelf over haar leven vertellen waardoor werkelijkheid en fictie door elkaar lopen.
In 2010 verscheen Zola Jackson, een roman over een vereenzaamde zwarte vrouw die haar huis niet wil verlaten als de orkaan Katrina in 2005 over New Orleans raast. Beschrijvingen van de ramp worden afgewisseld met herinneringen van de hoofdpersoon.
Nina Simone verscheen in 2013. Het is een op feiten gebaseerde roman over de Amerikaanse pianiste/zangeres Nina Simone (1933-2003).

## Werken (in Nederlandse vertaling)
- 2007 Alabama Song. Nederlandse vertaling Prescilla van Zoest. Uitgeverij Cossee, Amsterdam, 2011. ISBN 9789059363052
- 2010 Zola Jackson. Nederlandse vertaling Prescilla van Zoest. Uitgeverij Cossee, Amsterdam, 2011. ISBN 9789059363458
- 2013 Nina Simone. Nederlandse vertaling Prescilla van Zoest. Uitgeverij Cossee, Amsterdam, 2014. ISBN 9789059364752

## Links
- Virtual International Authority File (VIAF): 73880901
- (fr) Website van de auteur

- Biblioteca Nacional de España: XX4776370
- Bibliothèque nationale de France: cb120946180 (data)
- Catàleg d'autoritats de noms i títols de Catalunya: 981058516450206706
- CiNii: DA16507089
- Gemeinsame Normdatei: 135793688
- International Standard Name Identifier: 0000 0001 1672 0529
- Library of Congress Control Number: nr94028296
- Nationale Bibliotheek van Letland: 000218067
- Bibliotheek van het Japanse parlement: 01151239
- Nationale Bibliotheek van Tsjechië: xx0000772
- Nationale Bibliotheek van Israël: 987007311992905171
- Nederlandse Thesaurus van Auteursnamen: 128016728
- Istituto Centrale per il Catalogo Unico: MILV231707
- Système universitaire de documentation: 029287510
- Virtual International Authority File: 73880901
- WorldCat: E39PBJdrGTCV3FwK8BD8kFgR8C